# MANN Cuevas
MANN Cuevas es el nombre artístico de José Manuel Cuevas García (México, D.F 26 de noviembre de 1987). Más conocido como Mann, es un cantante México-Canadiense y participante de la versión canadiense del programa británico The Audience. Se graduó de Capilano University con una licenciatura en Artes Escénicas y participó como actor y cantante en la obra Qualia en el PuSh International Performing Arts Festival. Su canal de YouTube ha alcanzado casi diez millones de vistas. Su sencillo "The Door" llegó a la posición 116 de la lista latina-canadiense en iTunes.

## Vida personal y carrera
Mann creció en la Ciudad de México y se mudó a Vancouver, BC Canadá en 2006, en donde fue firmado por la disquera Aedón Records. En 2008 lanzó su primer disco titulado "Real", el cual se estrenó en el programa de Sergio Sarmiento. Su primer sencillo "Beg" contó con la participación de DJ Rihannon en el video musical. 

En 2009 sacó su segundo disco "Acoustics Logistics" en el cual, su sencillo "Olvidado" llegó al primer lugar del programa "Ponte al aire" de Exa FM de MVS Radio.
En 2011 sacó su tercer disco de estudio "Ecstasy" y comenzó a trabajar con Murray Yates, cantante y fundador de la banda acreedora al disco de oro Forty Foot Echo. 
En 2013 MANN sacó su sencillo "The Door" como parte de su EP Lava. El sencillo alcanzó la posición 117 en la lista latina de iTunes Canadá. Ese mismo año realizó una gira promocional llamada "Lava Tour"